# Lissotestella consobrina
Lissotestella consobrina är en snäckart som först beskrevs av Powell 1940.  Lissotestella consobrina ingår i släktet Lissotestella och familjen Skeneidae. Inga underarter finns listade i Catalogue of Life.